# جمال الغيطاني
جمال أحمد الغيطاني (1364- 1437 هـ / 1945- 2015 م) روائي وصحفي مصري، ورئيس تحرير صحيفة أخبار الأدب المصرية. وُصف بأنه «صاحب مشروع روائي فريد استلهم فيه التراثَ المصري ليخلق عالمًا روائيًا عجيبًا يعد اليوم من أكثر التجارِب الروائية نُضجًا». تأثر كثيرًا بأستاذه وصديقه الأديب الروائي نجيب محفوظ، وكان لذلك أثر كبير في بلوغه هذه المنزلة مع اطلاعه الموسوعي على الأدب القديم. وأسهم الغيطاني في إحياء الكثير من النصوص العربية المَنسية وإعادة اكتشاف الأدب العربي القديم بنظرة معاصرة جادة. ووُصف الغيطاني أيضًا بأنه «قامة أدبية كبيرة وأحد روَّاد الرواية والسرد في مصر والعالم العربي»، و«أحد أبرز الأصوات الروائية العربية في نصف القرن الأخير».
انفتحت تجرِبته الفنية في السنوات الأخيرة على العمل التلفزي مع المحافظة على ملامح رواياته، إذ كشف النقاب عن عالم آخرَ يعيش بيننا من المعمار والناس. يُعَد الغيطاني من أكثر الكتَّاب العرب شهرةً في الشابِكة؛ فإن أغلب رواياته ومجموعاته القصصية متوافرة في نسخ رَقْمية يسهل تبادلها، أضافت بُعدًا جديدًا لهذا الكاتب الذي جمع بين الأصالة العميقة والحداثة الواعية.

## ولادته ونشأته
ولد جمال الغيطاني يوم الأربعاء 27 جُمادى الأولى 1364هـ الموافق 9 مايو (أيَّار) 1945م في جهينة، إحدى مراكز محافظة سوهاج بصعيد مصر. وتلقى تعليمه الابتدائي فيها بمدرسة عبد الرحمن كتخدا، وأكمله في مدرسة الجمالية الابتدائية. في عام 1959 أنهى الإعدادية من مدرسة محمد علي الإعدادية، ثم التحق بمدرسة الفنون والصنائع بالعباسية. وقد ولد الغيطاني لأسرة فقيرة وعمل وهو طفل كصانع سجاد ثم عمل بأحد مصانع خان الخليلي وعمل سكرتيرا للجمعية التعاونية المصرية لصناع وفناني خان الخليلي. وقال جمال الغيطاني إنه تعلم من دراسته لصناعة السجاد، التي أكملها بعامين في الصباغة والطباعة بكلية الفنون التطبيقية الإتقان والصبر الشديد، وأشار إلى أن «للسجاد كفن علاقة بالتاريخ والرمزية». كما عمل الغيطاني مفتشا حينها على بعض مصانع السجاد الصغيرة ثم مشرفا على مصانع السجاد بمحافظة المنيا. ويعتقد أن هذا العمل كان له تأثير كبير على طريقة تفكيره وأسلوبه الروائي، و«بدا في رواياته كمن يعيد نسج وقائع التاريخ القديمة في أعمال إبداعية بطرق جديدة، وبطريقة محكمة».

## عمله واعتقاله
في عام 1963 استطاع الغيطاني أن يعمل كرسام في المؤسسة المصرية العامة للتعاون الإنتاجي حيث استمر بالعمل مع المؤسسة إلى عام 1965. تم اعتقاله في أكتوبر 1966 على خلفيات سياسية، وأطلق سراحه في مارس 1967، حيث عمل سكرتيرا للجمعية التعاونية المصرية لصناع وفناني خان الخليلي وذلك إلى عام 1969م. وقيل أن اعتقاله كان بسبب انتمائه لتنظيم شيوعي. وقد قال الغيطاني عن فترة الاعتقال: «حتي عندما لم يكن لدي أوراق وأقلام أدون بها حكاياتي، كنت أكتب في مخيلتي.. فالحكي والقصص لم تفارقني حتي في أصعب أيام حياتي». وعقب خروجه من المعتقل؛ «تبلورت لديه رؤية خاصة تقوم على إعادة النظر في التراث الإبداعي العالمي كله، ليكون مجدداً وليس ناسخاً»، واعتقد الغيطاني حينها أن ذروة البلاغة المصرية قد كانت في العهد المملوكي، خلافاً للرؤية الأكاديمية التي تراه عصراً للانحطاط الأدبي.
في عام 1969، مرة أخرى استبدل الغيطاني عمله ليصبح مراسلا حربيا في جبهات القتال وذلك لحساب مؤسسة أخبار اليوم. وفي عام 1974 انتقل للعمل في قسم التحقيقات الصحفية، وبعد إحدى عشر عاما في 1985 تمت ترقيته ليصبح رئيسا للقسم الأدبي بأخبار اليوم.
كان الغيطانى أحد مؤسسى الجريدة الأدبية «معرض 68»، والتي سرعان ما أصبحت اللسان الناطق باسم جيله من الكتاب.
في عام 1993، أسس الغيطاني صحيفة أخبار الأدب الصادرة عن أخبار اليوم، والتي باتت منذ صدور عددها الأول من بين أهم الصحف الثقافية في مصر والعالم العربي. وشغل الغيطاني منصب رئيس تحرير الجريدة.

### أحداث الإمبراطور
وهي عبارة عن مجموعة اتهامات تم توجيهها إلى الغيطاني وذلك بعد نشر موقع إلكتروني دانماركي يدعى الإمبراطور وتنسب إدارته إلى الشاعر العراقي أسعد الجبوري، حيث تم اتهامه بأنه الكاتب الحقيقي لرواية زبيبة والملك المنسوبة لصدام حسين. كما تم نشر تلميحات إلى أن عدي طلب منه كتابة قصة له أيضا. ما دعم تلك الأقوال هو كتاب حراس البوابة الشرقية والذي أصدره الغيطاني عام 1975 في بغداد. وهو أيضا المسمى الذي أطلق على الجيش العراقي لاحقا أثناء الحرب العراقية الإيرانية.
قدمت الكثير من الجهات الأدبية احتجاجها على مثل هذه التهم واعتبروها محاولة لإسكات الغيطاني بعد كتابته بعض مقالات تنتقد التدخل الأمريكي في العراق، بينما أكدت مجموعة أخرى حدوث هذا الأمر. بالنسبة للغيطاني فقد نفى الأمر أكثر من مرة، وحول الموضوع لمحاميه ليتولى متابعة الأمر من ناحية قانونية وجنائية.

### اهتمامه بالعمارة
كان جمال الغيطاني من «خبراء العمارة المعدودين ليس بالمعنى الأثري أو التاريخي ولكن بالمعنى الفلسفي والصوفي»، وقام بجولات وشارك في برامج تلفزيونية وقراءات ثقافية عميقة في شارع المعز والجوامع «والبيمارستانات»، والمدارس القديمة. واعتبر الغيطاني أن «العمارة أقرب الفنون للرواية»، وقال أنه استلهم منها كل طريقته في التفكير، حتى أنه ذكر عند تسلمه وسام العلوم والآداب الفرنسي من درجة فارس: «اهتمامي بالعمارة هو لأن الرواية بنيان وعشقي للموسيقى لأن الرواية إيقاع».

## مسيرته الأدبية
بعد الانطلاقة الأدبية الأولى لجمال الغيطانى عام 1965، ظلّ ينشر قصصه في دوريات مصرية وعربية كثيرة، وانتمى الغيطانى بشكل ما لمجموعة مثقفين وكتّاب تقدميين ذوي ميول يسارية، منهم إبراهيم فتحي وأحمد الخميسي وغالب هلسا وسيد خميس وصلاح عيسى ويحيى الطاهر عبدالله وصبري حافظ وسيد حجاب وعبد الرحمن الأبنودي وغيرهم. وتأثر كتاب تلك الموجة الجديدة ومنهم الغيطاني بهزيمة حرب 1967، والتي تركت بصماتها على أشياء كثيرة في الحياة العربية، ومنها الحياة الثقافية، وحاول بعضهم الانسلاخ عن إرثه الثقافي، لاعتقادهم أن به بذور الجمود التي أدت للهزيمة، بينما لجأ البعض الآخر إلى هذا الإرث، متأملا في جمالياته ومستلهما منه مستقبلا مؤسسا على الجذور. ووفقا للكاتب محمد صبحي، فقد استفادت كتابة الغيطاني من العودة إلى التراث العربي والإسلامي وتشرّبه وإعادة إنتاجه، ويرى أن المميز في ذلك النهج الذي اختاره هو «تحرّره من الشكل الروائي الغربي الذي سار على دربه أدباء آخرون من قبله». وينسب الفضل إلى ذلك التحرر في إتيان النتائج بـ«عمارة روائية تستلهم المورث السردي العربي وتشيع فيها الألفاظ الجزلة والتراكيب القديمة على نحو يؤدي في النهاية إلى خلق عمل روائي حديث بصورة مدهشة». ووفقا لنضال ممدوح، فقد «أخلص «الغيطاني» وانحاز لمكونات الشخصية المصرية القبطية الإسلامية، وعراقتها الحضارية التاريخية التي صنعتها حالة التلاقح ما بين شفافية الوجد الصوفي وعذوبة التراتيل والألحان الكنسية، ومعرفته بالتراث المسيحي بقدر معرفته بالتراث الإسلامي المصري»، ونقلت عن الكاتب فرنسوا باسيلي قوله: «انتعاش الغيطانى وهو يستمع إلى الألحان والتراتيل القبطية في الكنيسة ليلة الميلاد هو بعض من اهتمامه ومعرفته الواسعة بالتراث المسيحي القبطي في مصر، ومعرفته بهذا التراث تدهشني شخصيا أنا القبطي ابن رجل الدين المسيحي الذي تكتظ مكتبته بأشكال وألوان من هذا التراث في صوره المكتوبة والمسموعة والمرئية».
وقد وصفت مجموعته القصصية الأولى «أوراق شاب عاش منذ ألف عام»، بأنها «بروفة أولى على هيئة ماكيت لجميع النصوص السردية التي أتت بعد ذلك»، وخصوصا رواية «الزينى بركات».
يروي كتابه “رن” الفائز بجائزة الشيخ زايد للكتاب سنة 2009 رحلته عبر الذاكرة إلى مصر القديمة، ويسبر الكتاب في أساطيرها وتراثها المنسي، وتتوازي تلك الرحلة الروحية مع رحلة واقعية يقوم بها الكاتب، منطلقاً من هضبة الهرم باتجاه جنوب مصر، «لا يحمل معه إلا تهويماته التي يحملها عن أماكن بعينها لم يزرها وأشخاص لم يلتق بهم، لكنه يحاول تخليقهم من خلال الاسم ومن هنا جاء العنوان الـ”رن” من الكلمة الشعبية “شنة ورنة”، حيث الشنة هي الاسم والرنة ماهيته أو كينونته». ويعد ذلك الكتاب الجزء السادس من ملحمته الروائية الطويلة التي عنونها بـ«دفاتر التدوين»، ويرصد فيها أحوال مصر «عبر تجليات السرد القصصي المستند إلى وعي ثقافي وفني وحضاري».
من بين أبرز روايات جمال الغيطاني -إن لم تكن أبرزها- هي رواية «الزينى بركات» الصادرة عام 1974، والتي وصت بأنها «أحد أهم الروايات البارزة في الروايات العربية»، وجسدت الرواية تجربة «معاناة القهر البوليسى في مصر»، وكانت تدور حول شخصية تدعى «الزيني» والذي كان يعمل كبيرا «للبصاصين»، أي رئيسا للمخبرين، في عهد السلطان الغورى أوائل القرن العاشر الهجرى، وتصور الرواية معاناة الشعب من سطوة السلطان وصراع الأمراء واحتكار التجار وعيون البصاصين، ووصفت الرواية بأنها «نموذج من نماذج القهر والاستبداد التي تعرض له المصريين في هذه الفترة». وترجمت الرواية إلى الألمانية والفرنسية عام 1985 بعد أن حققت صدى طيباً في وسط الدوريات الثقافية في العالم، كما تحولت إلى مسلسل مصرى تاريخى من إخراج يحيى العلمي وبطولة أحمد بدير ونبيل الحلفاوي. ويرى السيد ياسين أن تلك الرواية «ترقى إلى مستوى الرواية الشهيرة «لكافكا» «القضية» التي تعكس الكوابيس الفظيعة لممارسات النظم السلطوية، وتقترب كثيرا من رواية 1984 التي أبرز فيها الروائى البريطانى الشهير «جورج أورويل» معالم النظام السلطوى».
كما صدر له رواية «الزويل»، وهي رواية غرائبية عن زمن سحري، وتدور حول قبيلة «الزويل» التي تعيش بين مصر والسودان، والتي تخطط لحكم العالم. وصدر له أيضا رواية «البصائر والمصائر» والتي وصفت بأنها «واحدة من أخصب المحاولات الأدبية التي قام بها»، وصدرت عام 1988، وأبرزت الرواية التحولات الكبرى في المجتمع المصرى نتيجة الانفتاح الاقتصادي في عهد السادات، و«تعبر عما جرى للمصريين اللذين حاربوا والذين خرجوا من الوطن وتغربوا في بلاد النفط». وترجمت الرواية إلى الألمانية عام 2001، ووصفها المفكر السيد يس بأنها «المغامرة الإبداعية الأهم لجمال الغيطاني».
وتناقش روايته «حكايات الخبيئة» -الصادرة عن دار نهضة مصر للنشر- التناقضات الموجودة في النفس البشرية في ظل البطالة، وتداخل الرؤى الناتج عنها لدرجة انعدام الرؤية عند البعض، و«ينفذ الغيطانى إلى أعماق شخصياته للكشف عما هو متجذر في أعماق الذات».
على الرغم من علاقته الوثيقة بنجيب محفوظ، إلا أن الغيطاني «لم يكن في يوم من الأيام ساعيا لتقليد محفوظ أو استنساخ شخصيته. فقد حافظ علي خصوصيته صامدة كما هي رغم قوة تأثير محفوظ عليه. ولم يحدث في يوم من الأيام أن أسقط ناقد أدبي علي أي تشابه بين نصوص المبدعين». ومع ذلك، تتكرر أسماء الأماكن ذاتها في أعمال ونصوص الكاتبين مع اختلاف المعالجات، نظرا لأن الكاتبين معا «وقعا في هوي القاهرة المعزية والوله والهيام بحي الحسين»، وذلك بالإضافة إلى اشتراكها معا في صفة الانضباط والانصياع لنظام في الحياة. وتشمل تلك الأماكن التي تتكرر أسماؤها في أعمال الأديبين قصر الشوق والغورية وخان الخليلي وشارع المعز وخوش قدم. ووفقا للكاتب السيد ياسين، فمنذ بدايات مسيرته، «كانت هناك مؤشرات على أن الغيطانى ولو أنه كان من «مريدى شيخه» «نجيب محفوظ» إلا أنه حرص على أن يتميز عنه ولا يقلده».

## آراؤه
في حوار له أواخر سنة 2011، ناقش الغيطاني الأوضاع في مصر ما بعد ثورة 25 يناير، وقال أن «الموقف في مصر لن يصح إلا إذا تسلم شباب الثورة إدارة البلاد»، وأن «النظام القديم لا زال يستعمل أساليب المافيات لكي يعود»، واستغرب الغيطاني أن تتم المناداة على وزير أول قديم، ويقصد بذلك كمال الجنزوري، «من أجل إدارة مرحلة ما بعد ثورة بحجم الثورة التي عرفتها مصر».
عرف الغيطاني بتصريحاته المعارضة لبعض رموز نظام الرئيس المصري الأسبق محمد حسني مبارك مثل وزير الثقافة فاروق حسني وأمين عام الحزب الوطني أحمد عز، كما هاجم الإخوان المسلمين بعد تولي محمد مرسي رئاسة مصر. وصار مؤيدا قويا للرئيس عبد الفتاح السيسي بعد إطاحته بمحمد مرسي في تموز/يوليو 2013.

## إنتاجه الأدبي
في فترة ما قبل الصحافة من عام 1963، حين نشر أول قصة قصيرة له، إلى عام 1969، قام بنشر ما يقدر بخمسين قصة قصيرة، إلا أنه من ناحية عملية بدأ الكتابة مبكرا، إذ كتب أول قصة عام 1959، بعنوان نهاية السكير.
بدأ يحظى بإشادة النقاد في مارس 1969، عندما أصدر كتابه أوراق شاب عاش منذ ألف عام والذي ضم خمس قصص قصيرة، واعتبره بعض النقاد «بداية مرحلة مختلفة للقصة المصرية القصيرة».

### من مؤلفاته
- أوراق شاب عاش منذ ألف عام، دار المسيرة، 1980.[25]
- حكايات الغريب، 1983.[26]
- الكتاب الممنوع: أسرار ثورة ١٩١٩، كتاب اليوم، القاهرة، 1991.[27]
- ملامح القاهرة في 1000 سنة، دار الهلال، القاهرة، 1983.[28]
- حكايات الخبيئة، دار نهضة مصر للنشر، القاهرة، 2014.[29]
- أسفار الاسفار: رحلات، دار سعاد الصباح، 1992.[30]
- ذكر ما جرى، دار المسييرة، بيروت، 1980.[31]
- الزويل، دار نهضة مصر للنشر، الجيزة، 2014.[32]
- إبراء الذمة، دار الشروق، القاهرة، 2000.[33]
- حراس البوابة الشرقية، دار الطليعة، بيروت، 1975.[34]
- متون الأهرام، الهيئة المصرية العامة للكتاب، 1996.[35]
- آفاق الذاكرة، نهضة مصر للنشر، القاهرة، 1998.[36]
- شطح المدينة، دار الشروق، القاهرة، 2007.[37]
- رن، دار الشروق، القاهرة، 2009.[38]
- منتهى الطلب إلى تراث العرب، دار الشروق.[39]
- يمام: مجموعة قصصية، دار نهضة مصر للنشر، 2015.[40]
- توابع الفتنة الكبرى : (قصة المختار بن أبي عبيد الثقفي): أسباب ثورته ونتائجها : دراسة اجتماعية وسياسية ودينية، دار العين للنشر، القاهرة، 2009.[41]
- سفر البنيان، دار نهضة مصر.[42]
- بور سعيد عمارة القرن التاسع عشر والقرن العشرين، المعهد الفرنسي للآثار الشرقية، 2006.[43]
- مدينة الغرباء : مطالع نيويوركية، دار نهضة مصر، 2011.[44]
- أحراش المدينة، أخبار اليوم، القاهرة، 1985.[45]
- حكايات المؤسسة، مؤسسة الانتشار العربي، بيروت.[46]
- التجليات (ثلاثة أسفار).[47][48][49]
- دنا فتدلى، مركز الحضارة العربية، 1998.[50][51]
- نثار المحو، دار الشروق، القاهرة، 2010.[52]
- خلسات الكرى، دار الشروق، القاهرة، 2009.[53]
- الزيني بركات، دار نهضة مصر، 2014، تحولت إلى مسلسل ناجح بطولة أحمد بدير.[54]
- ثمار الوقت، أخبار اليوم، القاهرة، 1989.[55]
- رشحات الحمراء، دار الشروق، القاهرة، 2009.[56]
- شطف النار : قصص، الهيئة العامة لقصور الثقافة، القاهرة، 1996.[57]
- نوافذ النوافذ، دار الشروق، القاهرة، 2008.[58]
- مطربة الغروب، مركز الحضارة العربية.[59]
- إتحاف الزمان بحكاية جلبي السلطان : قصص قصيرة، دار المستقبل العربي للنشر والتوزيع، 1984.[60]
- وقائع حارة الزعفراني، دار نهضة مصر للنشر، 2013.[61]
- الرفاعي، دار الشروق، القاهرة، 2011.[62]
- مقاصد الأسفار، نهضة مصر.[63]
- رسالة في الصبابة والوجد، دار الشروق، 2008.[64]
- استعادة المسافر خانة : محاولة للبناء من الذاكرة، دار الشروق، القاهرة، 2009.[65]
- ساعات، دار الشروق، 2010.[66]
- رسالة البصائر والمصائر، دار نهضة مصر، 2015.[67]
- الخطوط الفاصلة (يوميات القلب المفتوح)، الدار المصرية اللبنانية، 1997.[68]
- أسفار المشتاق، دار سعاد الصباح، الكويت،[69] 1992.[70]
- نفثة المصدرو، دار سعاد الصباح، 1993.[71]
- نجيب محفوظ يتذكر، أخبار اليوم، القاهرة، 1987.[72]
- مصطفى أمين يتذكر، مكتبة مدبولي، 1983.[73]
- المجالس المحفوظية، دار الشروق، القاهرة، 1999.[74]
- أيام الحصر، دار أخبار اليوم، القاهرة، 2006.[75]
- حمام الحمى : يوميات الحج، دارنهضة مصر، القاهرة، 1998.[76]
- حرب أكتوبر في الميزان العسكري، دار الكتب، 1974.[77]
- ذكر حاجري، دار المسيرة، 1980.[78]
- الإبداع تحت ولاية ابن عربي، 2000.[79]
- الوقائع الغربية في اغتيال اتحاد كتاب فلسطين في دمشق.[80]
- الحصار من ثلاث جهات : قصص، دار المسيرة، بيروت، 1981.[81]
- الأبيض—والأزرق : كتاب الألم، الهيئة المصرية العامة للكتاب، القاهرة، 2013.[82]
- أسبلة القاهرة، مكتبة مدبولي، القاهرة، 1984.[83]
- من دفتر الإقامة، دار الشروق، القاهرة، 2010.[84]
- نزول النقطة : الاستمرارية والتغير في مصر، دارأخبار اليوم، القاهرة، 2009.[85]
- مقاربة الأبد: مجموعة قصصية، نهضة مصر، القاهرة، 2000.[86]
- دفاتر التدوين، الهيئة المصرية العامة للكتاب، القاهرة، 2015.[87]
- قوت العيون، نهضة مصر للنشر، القاهرة، 1998.[88]
- من دفتر العشق والغربة : قصص، الهيئة المصرية العامة للكتاب، القاهرة، 1993[89]
- بيروت 39 : كتابات جديدة من العالم العربي، لندن، 2010.[90]
- خلاصة التوحيدي : مختارات من نثر أبو حيان التوحيدي (إعداد وتقديم)، المجلس الأعلى للثقافة، المكتبة العربية، القاهرة، 1995.[91]
- أرض أرض، دار المسيرة، بيروت، 1980.[92]
- خطط الغيطاني، دار الشروق، القاهرة، 2009.[93]
- منتصف ليل الغربة، الهيئة المصرية العامة للكتاب، 1984.[94]
- ألف ليلة وليلة، الهيئة العامة لقصور الثقافة، 2010.[95]
- وقائع حارة الطبلاوي.
- مجرات الروح، نهضة مصر، القاهرة، 1999.[96]
- أنا ... والإخوان، دار أخبار اليوم، القاهرة، 2015.[97]
- المصريون والحرب، روز اليوسف، القاهرة، 1974.[98]
- نثار المحو، دار الشروق، القاهرة، 2005.[99]
- يومياتي المعلنة، دار سعاد الصباح، 1992.[100]
- هاتف المغيب، دار الهلال، القاهرة، 1992.[101]
- حكايات هائمة، دارنهضة مصر، القاهرة، 2016.[102]
- قصتين في الكتاب الخامس لمنتدى إطلالة الأدبي.
- توفيق الحكيم يتذكر، المجلس الأعلى للثقافة، 1998.[103]
- المحصول.

### كتبه المترجمة
ترجم العديد من مؤلفاته إلى أكثر من لغة منها:
 إلى الألمانية 
- الزيني بركات عام 1988.
- وقائع حارة الزعفراني عام 1991.
- رواية رسالة البصائر والمصائر عام 2001.

 إلى الفرنسية 
- الزيني بركات، عام 1985.
- رسالة البصائر والمصائر، عام 1989.
- وقائع حارة الزعفراني، عام 1996.
- شطح المدينة عام 1999.
- متون الأهرام، عام 2000.
- حكايات المؤسسة، عام 2002.
- رواية التجليات، بأجزائها الثلاثة في مجلد واحد عام 2005.

## جوائزه
حصل الغيطاني على الجوائز التالية:
- جائزة الدولة التشجيعية للرواية عام 1980.[6]
- جائزة سلطان بن علي العويس، عام 1997.[6]
- وسام العلوم والفنون من الطبقة الأولى.[6]
- وسام الاستحقاق الفرنسي من طبقة فارس، Chevalier de l'Ordre des Arts et des Lettres عام 1987.[6]
- جائزة الصداقة العربية 1994.[9]
- جائزة لورباتليون، Prix Laure-Bataillon لأفضل عمل أدبي مترجم إلى الفرنسية عن روايته التجليات مشاركة مع المترجم خالد عثمان في 19 نوفمبر 2005.[6]
- جائزة جرينزانا كافور 2006 للأدب الأجنبي - إيطاليا.[9]
- جائزة الدولة التقديرية (مصر) عام 2007 والتي رشحته لها جامعة سوهاج.[6]
- جائزة الشيخ زايد للكتاب في فرع الآداب للدورة الثالثة 2009 عن رواية “رن” وهي بعنوان فرعي آخر “الدفتر السادس من دفاتر التدوين”.[18][104][105]
- جائزة النيل للآداب 2015.[106][107][108]

## كتب عنه
- غالي، وائل. جمال الغيطاني: ناثرا القاهرة، 2009.[109]
- صمادي، مأمون عبد القادر. جمال الغيطاني والتراث: دراسة في أعماله الروائية، مكتبة مدبولي، 1992.[110]
- ككلي، عبد السلام. الزمن الروائي: جدلية الماضي والحاضر عند جمال الغيطاني من خلال الزيني بركات وكتاب التجليات، مكتبة مدبولي، القاهرة، 1992.[111]
- بدوي، محمد. الرواية الحديثة في مصر: دراسة في التشكيل والايديولوجيا: جمال الغيطاني، يحيى الطاهر عبد الله، المؤسسة الجامعية للدراسات والنشر والتوزيع، بيروت، 1993.[112]
- إسماعيل، عزوز علي. شعرية الفضاء الروائي عند جمال الغيطاني، دار العين للنشر، القاهرة، 2010.[113]
- عيد، عبد الرازق. دراسات نقدية في الرواية والقصة: حيدر حيدر، جورج سال، عبد الله عبد، جمال الغيطاني، الطاهر وطار، حسن م. يوسف، وزارة الثقافة والإرشاد القومي، دمشق، سوريا، 1980.[114]
- همامي، عبد الرزاق. الحكاية والتأويل في قصص نجيب محفوظ وجمال الغيطاني، تونس، 2002.[115]
- عادل، عتاب. الخطاب الروائي في «دفاتر التدوين» لجمال الغيطاني، الهيئة المصرية العامة للكتاب، القاهرة، 2018.[116]
- أحمد، فاطمة محمود. خطاب المكان في روايات جمال الغيطاني، الشركة المصرية العالمية للنشر- لونجمان: شركة أبو الهول للنشر، 2018.[117]
- سيد، وجيه يعقوب. الرواية والتراث العربي: قراءة في روايات جمال الغيطاني، مكتبة آفاق، 2015.[118]
- خليل الشيخ، النص التراثي في رسالتين لجمال الغيطاني، أبحاث اليرموك، م 8، 1990.

## وفاته
توفي جمال الغيطاني يوم الأحد 5 المحرَّم 1437هـ الموافق 18 أكتوبر 2015م عن عمر ناهز السبعين عامًا، في مستشفى الجلاء العسكري في القاهرة. وكان في صراع مع المرض إثر إصابته بوعكة صحية أدخلته غيبوبة لأكثر من ثلاثة أشهر.
سمِّي أحد شوارع القاهرة الفاطمية باسمه، وهو شارع متفرع من شارع المعز لدين الله الفاطمي، وأُطلق اسمه أيضًا على إحدى المدارس بمسقط رأسه في محافظة سوهاج.

## وصلات خارجية
- جمال الغيطاني على موقع IMDb (الإنجليزية)
- صفحة جمال الغيطاني على موقع أداب المختص بالأدب المصري المعاصر - بالفرنسية
- مقابلة وثائقية مع جمال الغيطاني / جمال الغيطاني